# Olympische Sommerspiele 2020/Trampolinturnen
Bei den Olympischen Spielen 2020 in Tokio wurden vom 30. bis 31. Juli 2021 insgesamt zwei Wettbewerbe, je einer für die Männer und Frauen, im Trampolinturnen ausgetragen.

## Zeitplan
| Wettbewerbe | Juli | Juli |
| Wettbewerbe | 30.  | 31.  |
| ----------- | ---- | ---- |
| Männer      |      |      |
| Frauen      |      |      |

|  | Qualifikation |  | Medaillenentscheidung |

## Bilanz

### Medaillenspiegel
| Platz  | Land           | Gold | Silber | Bronze | Gesamt |
| ------ | -------------- | ---- | ------ | ------ | ------ |
| 1      | China          | 1    | 2      | –      | 3      |
| 2      | Belarus        | 1    | –      | –      | 1      |
| 3      | Großbritannien | –    | –      | 1      | 1      |
| 3      | Neuseeland     | –    | –      | 1      | 1      |
| Gesamt | Gesamt         | 2    | 2      | 2      | 6      |

### Medaillengewinner
| Disziplin | Gold                     | Silber             | Bronze              |
| --------- | ------------------------ | ------------------ | ------------------- |
| Männer    | Iwan Litwinowitsch (BLR) | Dong Dong (CHN)    | Dylan Schmidt (NZL) |
| Frauen    | Zhu Xueying (CHN)        | Liu Lingling (CHN) | Bryony Page (GBR)   |

## Ergebnisse

### Männer
31. Juli 2021
| Platz | Land | Athlet                 | Punkte |
| ----- | ---- | ---------------------- | ------ |
| 1     | BLR  | Iwan Litwinowitsch     | 61,715 |
| 2     | CHN  | Dong Dong              | 61,235 |
| 3     | NZL  | Dylan Schmidt          | 60,675 |
| 4     | BLR  | Uladsislau Hantscharou | 60,565 |
| 5     | ROC  | Dmitri Uschakow        | 59,600 |
| 6     | ROC  | Andrei Judin           | 58,235 |
| 7     | JPN  | Daiki Kishi            | 57,815 |
| 8     | AUS  | Dominic Clarke         | 24,955 |

### Frauen
30. Juli 2021
| Platz | Land | Athletin            | Punkte |
| ----- | ---- | ------------------- | ------ |
| 1     | CHN  | Zhu Xueying         | 56,635 |
| 2     | CHN  | Liu Lingling        | 56,350 |
| 3     | GBR  | Bryony Page         | 55,735 |
| 4     | CAN  | Rosannagh MacLennan | 55,460 |
| 5     | JPN  | Megu Uyama          | 54,655 |
| 6     | USA  | Nicole Ahsinger     | 54,350 |
| 7     | ROC  | Sussana Kotschessok | 54,290 |
| 8     | MEX  | Dafne Navarro       | 48,345 |

## Qualifikation
Folgende Nationen hatten sich für die Wettkämpfe qualifiziert:
| Nation             | Männer | Frauen | Quotenplätze |
| ------------------ | ------ | ------ | ------------ |
| Ägypten            | 1      | 1      | 2            |
| Australien         | 1      | 1      | 2            |
| China              | 2      | 2      | 4            |
| Frankreich         | 1      | 1      | 2            |
| Großbritannien     |        | 2      | 2            |
| Japan              | 2      | 2      | 4            |
| Kanada             |        | 2      | 2            |
| Kolumbien          | 1      |        | 1            |
| Mexiko             |        | 1      | 1            |
| Neuseeland         | 1      | 1      | 2            |
| Portugal           | 1      |        | 1            |
| ROC                | 2      | 2      | 4            |
| Ukraine            | 1      |        | 1            |
| Vereinigte Staaten | 1      | 1      | 2            |
| Belarus            | 2      |        | 2            |
| Gesamt: 15 NOKs    | 16     | 16     | 32           |